# My World 2.0
My World 2.0 -en español: Mi mundo- es el primer álbum de estudio y la segunda parte del EP debut del cantante canadiense Justin Bieber. Fue lanzado al mercado el 23 de marzo de 2010, 4 meses después del lanzamiento de My World, su primera parte, por medio de Island Records. El cantante trabajó con los mismos productores y escritores que intervinieron en su primera realización, como Tricky Stewart, The-Dream y Midi Mafia, y algunos nuevos, como Bryan-Michael Cox y The Stereotypes, entre otros. Al poseer tendencias orientadas hacia el R&B, el álbum fue descrito como «más maduro» con respecto a su antecesor. Adicionalmente, incluyó ritmos combinados entre el pop y el R&B.
Fue recibido con críticas mayormente positivas por parte de los críticos y debutó en el primer lugar de la lista Billboard 200, vendiendo cerca de 283 000 copias en su primera semana, haciendo del cantante el artista más joven con un debut en lo más alto de esta lista desde Stevie Wonder, en 1963, y el primer artista en tener dos álbumes en el Top 5, logro que no se registraba desde 2004. My World 2.0 constituyó el segundo debut en el primer lugar en las listas de popularidad de Canadá, su país natal, y se ubicó entre los diez álbumes más vendidos en veinte naciones distintas. En promoción, Bieber se embarcó en su primera gira mundial titulada My World Tour.
Del álbum se desprendió el sencillo principal, «Baby», el cual fue lanzado el 20 de enero de 2010 y contó con la colaboración de Ludacris. Otros sencillos como  «Somebody to Love», «U Smile» y «Never Let You Go» llegaron a las estaciones de radio a partir de marzo; el último de estos fue lanzado en formato digital.

## Antecedentes
En 2009, en una entrevista para Billboard, Bieber explicó las razones por las cuales decidió dividir su álbum debut en dos partes, según él, porque la gente no quiere ni debe esperar «cerca de un año y medio» para escuchar nueva música y medio y la mejor solución era lanzar su álbum por partes. En una entrevista para Houston Chronicle, Bieber declaró: «quise hacer algo con un poco más de R&B, que pudiera abarcar a más personas. Quise ser capaz de mostrar mis capacidades vocales».
En una declaración para The New York Times, el cantante declaró que gran parte de la producción tuvo lugar en Atlanta, y confirmó nuevamente la colaboración de Tricky Stewart y The-Dream. Bieber dijo que esperaba que el álbum pudiera ser mucho mejor, ya que My World lo introdujo al estudio de grabación por primera vez, llamándose a sí mismo como un «novato».

## Desempeño comercial
En los Estados Unidos, el álbum llegó a lo más alto de la lista Billboard 200 en su primera semana, con 283 000 copias vendidas, haciendo del cantante de dieciséis años, el artista más joven en debutar en lo más alto de la lista desde Stevie Wonder, con The 12 Year Old Genius, en 1964, y el primer artista en tener dos álbumes en el Top 5 en la lista desde Nelly, en 2004. My World 2.0 registró un crecimiento de ventas en un 3%, es decir, 291 000 copias, llegando a las 596 000 copias vendidas; así el cantante igualó el récord de Los Beatles en hacer que su álbum vendiera más copias en su segunda semana, que en su semana debut. El la tercera semana, el álbum vendió 102 000 copias, para un total de 698 000. En la cuarta semana, regresó a la cumbre de la lista con 92 000 copias vendidas, para un total de 790 000 en territorio estadounidense. En la quinta semana, el álbum bajó a la tercera posición con 81 000 copias vendidas y para la octava semana, regresó a la cumbre nuevamente con otras 60 000 copias en su haber, vendiendo un total de 980 000 copias. En la novena semana, tuvo un crecimiento de ventas en un 2% con 62 000 copias vendidas, registrando aproximadamente 1,04 millones de copias hasta esa fecha, superando la barrera del millón en cerca de dos meses. El álbum se mantuvo entre los primeros diez lugares del Billboard 200, vendiendo 524 000 copias en el primer semestre de 2011. Hasta diciembre de 2015, My World 2.0 había vendido 3.3 millones de copias en el territorio americano.
En Canadá, el álbum alcanzó el primer puesto, haciendo de este el segundo debut del cantante en lo más alto de las listas canadienses; fue certificado con doble disco de platino por la Canadian Recording Industry Association (CRIA) por vender cerca de 160 000 copias. En Nueva Zelanda, debutó en el segundo lugar en la semana del 5 de abril de 2010 y en la semana del 3 de mayo, el álbum alcanzó la cumbre, siendo certificado con un disco de oro por la RIANZ. El 2 de mayo, la recopilación de My World y My World 2.0 titulada My Worlds: The Collection debutó directamente en el puesto número uno en las listas australianas, registrando 35 000 copias vendidas; esa misma semana, la Australian Recording Industry Association (ARIA) certificó la recopilación con un disco de oro.
En España, My Worlds: The Collection debutó en el puesto noventa y siete el 18 de abril. El 2 de mayo, la recopilación dio un salto de la posición sesenta y ocho a la sexta y finalmente, logró llegar a la cumbre en la semana del 9 de mayo. También debutó en lo más alto de las listas de popularidad en Irlanda.
Hasta noviembre de 2015, My World 2.0 había vendido un total de 8 millones de copias globalmente.

## Lista de canciones
La lista de canciones oficial fue revelada el 26 de febrero de 2010 a través de la página oficial del cantante.
| N.º | Título                             | Escritor(es)                                                                                       | Producer(s)                         | Duración |  |
| 1.  | «Baby» (con Ludacris)              | Terius Nash, Christopher Stweart, Justin Bieber, Christina Milian, Christopher Bridges             | Tricky Stewart, The-Dream           | 3:36     |  |
| 2.  | «Somebody to Love»                 | Jonathan Yip, Jeremy Reeves, Ray Romulus, Heather Bright                                           | Stereotypes                         | 3:42     |  |
| 3.  | «Stuck in the Moment»              | Yip, Reeves, Romulus, Bright, Bieber                                                               | Stereotypes                         | 3:43     |  |
| 4.  | «U Smile»                          | Jerry Duplessis, Arden Altino, Dan August Rigo,                                                    | Jerry Duplessis, Arden Altino (co.) | 3:17     |  |
| 5.  | «Runaway Love»                     | Melvin Hough II, Rivelino Wouter, Timothy Thomas, Theron Thomas,                                   | Mel & Mus                           | 3:33     |  |
| 6.  | «Never Let You Go»                 | Johntá Austin, Bryan-Michael Cox y Bieber.                                                         | Bryan-Michael Cox                   | 4:26     |  |
| 7.  | «Overboard» (con Jessica Jarrell)  | Waynne Nugent, Kevin Risto, Dapo Torimiro, Taurian Shropshire, Bieber                              | Dirty Swift, Bruce Waynne           | 4:11     |  |
| 8.  | «Eenie Meenie» (con Sean Kingston) | Benny Blanco, Kisean Anderson, Carlos Battey, Steven Battey, Bieber, Marcos Palacios, Ernest Clark | Benny Blanco                        | 3:23     |  |
| 9.  | «Up»                               | Nasri Atweh, Adam Messinger, Bieber                                                                | The Messengers                      | 3:55     |  |
| 10. | «That Should Be Me»                | Atweh, Messinger, Luke Boyd, Bieber                                                                | The Messengers                      | 3:53     |  |

Nota:
En la versión para Wal-Mart, Australia y Japón está incluida una canción llamada Where Are You Now, la cual no tiene que ver con su éxito "Where Are Ü Now" junto con Jack Ü y que se puede encontrar en el álbum Purpose de Justin Bieber.
Justin Bieber interpretó la canción "Overboard" en algunos de sus conciertos acompañado de la cantante oficial con la que grabó el dueto, Jessica Jarrell, y también la ha interpretado junto con Jasmine Villegas y Miley Cyrus.